# Elden Ring
Elden Ring (エルデンリング?, Eruden Ringu) è un videogioco action RPG sviluppato dalla software house giapponese FromSoftware e pubblicato da Bandai Namco Entertainment. Il videogioco, diretto da Hidetaka Miyazaki, è stato realizzato in collaborazione con George R. R. Martin, autore statunitense di fantasy noto soprattutto per il ciclo di romanzi Cronache del ghiaccio e del fuoco e Il Trono di Spade, il quale ha contribuito alla realizzazione della storia, ai retroscena e alla mitologia del gioco.
Elden Ring ha vinto numerosi premi per il miglior gioco dell'anno e al 2024 ha venduto oltre 28 milioni di copie, rendendolo anche uno dei videogiochi più venduti di tutti i tempi. Il videogioco è disponibile per Microsoft Windows, PlayStation 4, PlayStation 5, Xbox One e Xbox Series X/S dal 25 febbraio 2022. Un'espansione del gioco, intitolata Shadow of the Erdtree, è stata pubblicata in Europa il 21 giugno 2024. Una versione per Nintendo Switch 2 con contenuti esclusivi intitolata Elden Ring: Tarnished Edition è stata annunciata in uscita per il 2025.

## Trama
Elden Ring è ambientato nell'Interregno, tempo dopo la distruzione dell'Anello ancestrale (in un evento noto come Disgregazione, avvenuto in seguito alla Notte dei Neri Coltelli, in cui venne assassinato uno dei semidei conosciuto con il nome di Godwyn l'Aureo) e la dispersione dei suoi frammenti, le Rune maggiori. Un tempo benedetto dall'Anello e dalla manifestazione del suo potere, l'Albero Madre, il regno è ora diviso tra le forze di diversi semidei, stirpe della Regina Marika l'Eterna, ognuno dei quali possiede una Runa maggiore, che li ha corrotti. In qualità di Senzaluce, esiliato dall'Interregno poiché privo della Grazia dell'Anello e richiamato in seguito alla Disgregazione, il protagonista ha il compito di viaggiare per il regno per recuperare i frammenti dell'Anello stesso e divenire il Lord ancestrale.
Il Senzaluce è tra i numerosi esuli richiamati nell'Interregno nella speranza di ricomporre l'Anello ancestrale e divenire il prossimo Lord ancestrale. All'inizio del suo viaggio, egli incontra una misteriosa donna di nome Melina. Poiché privo di un riferimento che guidi il Senzaluce nell'Interregno (figure chiamate vergini delle Dita), Melina si offre di ricoprirne il ruolo, garantendogli l'abilità di tramutare le rune in forza, a patto però di essere condotta alla base dell'Albero Madre, dove ella potrà compiere il suo destino. La ragazza lo conduce inoltre alla Rocca della Tavola rotonda, un luogo di raduno per tutti i Senzaluce destinati a ricomporre l'Anello ancestrale. Lì, il protagonista scopre dalle Due Dita, messaggere della Volontà superiore, che in seguito alla Disgregazione l'Anello Ancestrale è stato distrutto in vari frammenti, e i semidei della stirpe di Marika se ne sono impossessati. Corrotti dal potere delle Rune, si sono dichiarati guerra l'uno con l'altro per impadronirsi di tutti i frammenti. Il Senzaluce viene quindi incaricato di recuperare tutte le Rune maggiori e portarle all'Albero Madre, dove sarà possibile riparare l'Anello ancestrale.
Il viaggio del protagonista lo porta a visitare tutto l'Interregno, sconfiggendo i vari semidei (nonché gli stessi figli della Regina Marika) e impadronendosi dei loro frammenti. Alla fine, le Due Dita gli garantiscono l'accesso a Leyndell, la capitale reale, dove egli si scontra con Morgott, il re benedetto dalla Grazia che ancora protegge l'Albero Madre. Sconfitto e in punto di morte, Morgott rivela che ricomporre l'Anello è impossibile, poiché l'Albero ha eretto un muro di spine che impedisce a chiunque di entrare. Melina suggerisce quindi di utilizzare la Fiamma dei Giganti, con la quale sarà possibile bruciare l'Albero Madre ed eliminare le spine. Una volta scoperto che il Senzaluce è stato rifiutato dall'Albero, le Due Dita cercano di rientrare in contatto con la Volontà superiore per pianificare la prossima mossa, un processo che potrebbe durare per secoli, garantendogli così la libertà di dare fuoco all'Albero Madre attraverso due modi: tramite il sacrificio di Melina alla Forgia dei Giganti, oppure liberando le Tre Dita, un essere imprigionato nei sotterranei di Leyndell, ottenendo il potere della Fiamma della frenesia.
Una volta sbloccato l'accesso alla Forgia dei Giganti, se il Senzaluce non ha liberato le Tre Dita, Melina si sacrificherà usando la Fiamma per incendiare l'Albero Madre. Se invece le Tre Dita sono state risvegliate, la ragazza abbandonerà il protagonista, che userà la Fiamma della frenesia per dare fuoco all'Albero. Indipendentemente da ciò, il Senzaluce viene trasportato alla città in rovina di Farum Azula. Sconfitto Maliketh la Lama nera, l'Ombra di Marika, e liberando il potere della sua Runa della Morte nell'Interregno fa sì che l'Albero Madre soccomba definitivamente al Fuoco. Tornato ai piedi dell'Albero, la cui cenere ha ricoperto tutta Leyndell, si scontra con l'ex-compagno Sir Gideon Ofnir e con il primo Lord ancestrale e primo consorte di Marika, Godfrey, riuscendo così a entrare dentro l'Albero. Lì, avviene lo scontro finale, prima con Radagon, secondo consorte di Marika e suo alter ego, e in seguito con la Belva ancestrale, rappresentazione spirituale dell'Anello ancestrale stesso e del suo Ordine attuale. Sconfitta anche la Belva, il Senzaluce raggiunge finalmente il corpo in frantumi di Marika, contenente i rimasugli dell'Anello. A seconda delle azioni del protagonista, saranno possibili sei finali diversi, nei quali il Senzaluce potrà divenire Lord ancestrale:
- limitandosi solo a riparare parzialmente l'Anello ancestrale
- utilizzando delle speciali rune riparatorie per l'Anello, introducendo nuove regole nell'Ordine Aureo e cambiando la vita nell'Interregno[10]
- permettendo a Ranni, ascesa a dea, di usurpare il ruolo di Marika e compiendo insieme a lei un lungo viaggio per allontanare l'influenza dell'Ordine e dell'Anello sull'Interregno
- utilizzando la Runa della Morte Fatidica ottenuta da Fia, ciò rimuoverà l'immortalità dell'Interregno, permettendo agli essere viventi di tornare a un ciclo naturale vita e morte
- accettando il potere del Mangiasterco e diffondere la Semenza della Maledizione, ciò corromperà il mondo condannandolo a una lenta decadenza
- utilizzando il potere della Fiamma della frenesia per sorgere come Lord del Caos e distruggere l'Interregno, riportandolo al suo stato primordiale privo di vita e diversità (questo finale è disponibile solo se il senzaluce ha accolto la Fiamma della Frenesia dalle Tre Dita, e, nel caso in cui abbia fatto ciò prima di bruciare l'Albero Madre, Melina giurerà di uccidere il protagonista sfruttando la Runa della Morte Fatidica).

## Modalità di gioco

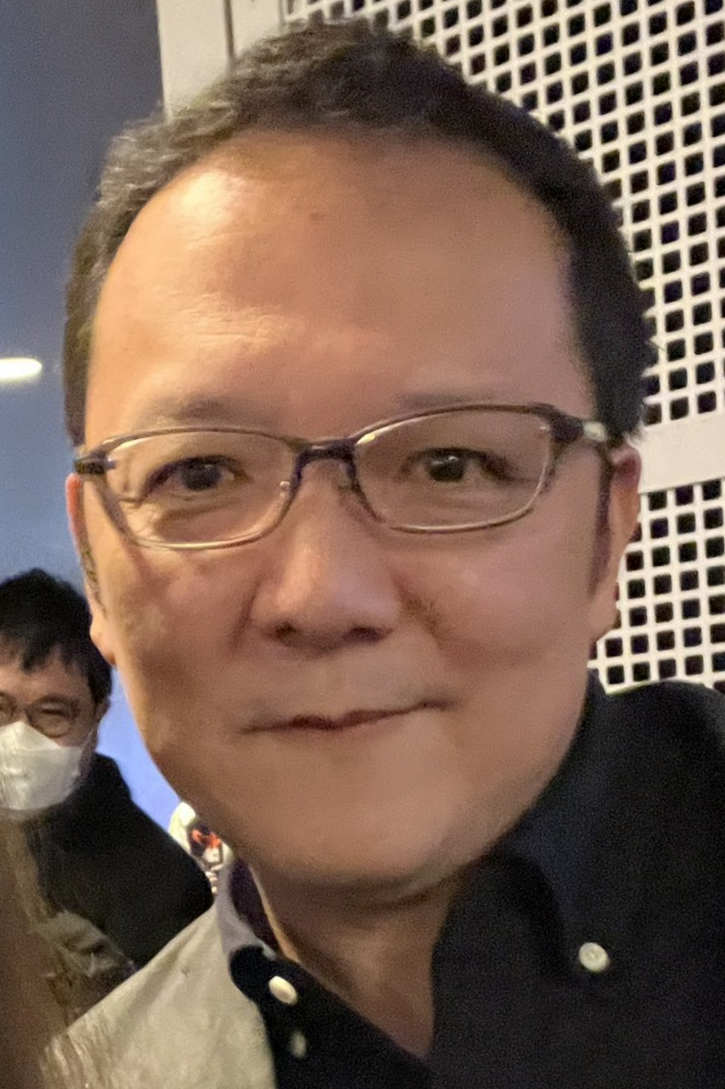
Il direttore del gioco Hidetaka Miyazaki nel 2022

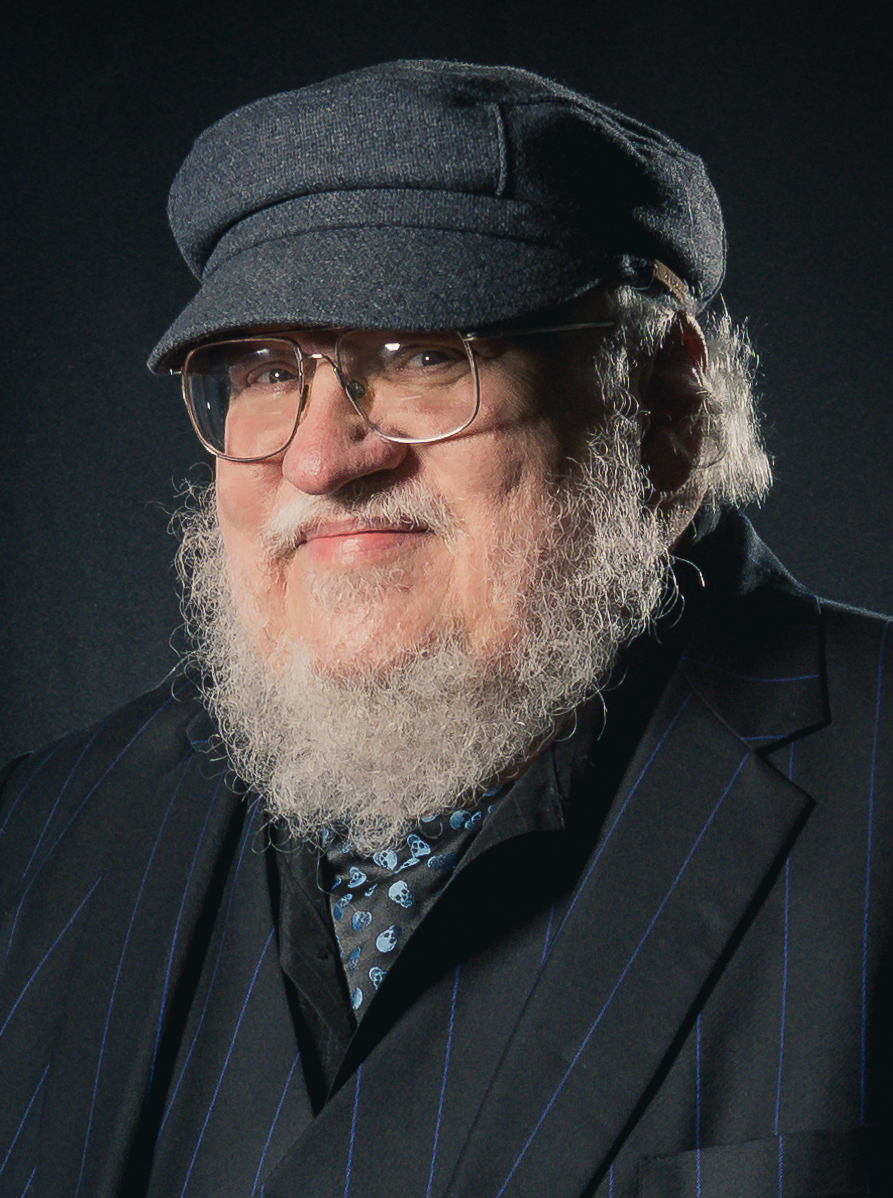
George R. R. Martin nel 2017. Egli ha co-sceneggiato il gioco assieme a Miyazaki e ne ha curato il worldbuilding.

Il gioco utilizza un mondo di tipo open world nel quale è possibile esplorare le aree liberamente e i giocatori possono navigare in giro per il mondo di gioco tramite l'ausilio di una mappa, la quale però non mostrerà i percorsi all'interno dei dungeon. Il mondo è caratterizzato da un level design complesso e labirintico, strutturato in sei macro-aree collegate tra loro attraverso sentieri, catacombe, castelli e fortezze. Anche l'esplorazione avviene in maniera diversa rispetto agli altri videogiochi degli sviluppatori: il giocatore viene spronato ad andare alla scoperta delle varie ambientazioni grazie a oggetti e armi che aiutano il giocatore nella sua avventura. Un altro elemento legato all'esplorazione è il danno da caduta, sensibilmente ridotto rispetto alla serie Souls (realizzata sempre da FromSoftware e Bandai Namco), grazie al quale è possibile muoversi con maggiore libertà. Il titolo vanta della presenza di una modalità di viaggio rapido che permette di raggiungere istantaneamente vari luoghi chiave agevolando il backtracking.
La morte comporta la perdita di tutte le "rune" (punti esperienza usati anche come valuta), che potranno essere recuperate interagendo con una macchia lasciata nel luogo del game-over, mentre i "siti di grazia" fungono da checkpoint e permettono di gestire l'inventario.
Il combat system è più vario rispetto a quanto visto nei Souls, grazie all'utilizzo di molte abilità speciali che prendono il nome di "stregonerie" (utilizzabili tramite aste magiche) e "incantesimi" (adoperabili tramite alcuni speciali "sigilli" che si possono raccogliere nel gioco). A distinguere Elden Ring dai soulslike precedenti è la presenza delle "ceneri di guerra", grazie alle quali è possibile potenziare la propria arma e le "ceneri di evocazioni", con le quali si possono chiamare a raccolta degli alleati contro i boss e in certe aree del gioco.
Per quanto riguarda la modalità online, il gioco vede il ritorno di elementi asincroni, come i messaggi lasciati da altri giocatori; c'è inoltre la possibilità di "evocare" altri giocatori online o bot offline per farsi aiutare negli scontri.
La longevità, secondo un'intervista rilasciata da Miyazaki prima dell'uscita del gioco, si sarebbe dovuta aggirare intorno alle trenta ore di gioco per la sola storia principale, stima successivamente rivista dallo stesso autore. Secondo l'aggregatore di dati HowLongToBeat la durata per la storia principale è stimata sulle 60 ore ma la necessità di alzare di livello il personaggio e potenziare le armi possono allungare notevolmente l'avventura fino a superare le 100 ore di gioco.

### Statistiche
L'avatar del giocatore di Elden Ring ha una serie di statistiche che salgono con l'aumentare del livello dello stesso:
- Vitalità: influisce sulla salute complessiva.
- Mente: influisce sulla quantità di punti azione spendibili e la concentrazione.
- Tempra: corrisponde al vigore e da essa dipende la quantità di peso trasportabile.
- Forza: influisce sul modificatore di danno e sulla possibilità di utilizzare armi, anche pesanti.
- Destrezza: influisce sul modificatore di danno e sulla possibilità di utilizzare armi corpo a corpo leggere, oltre che alcune armi a distanza; influenza inoltre il danno secondario della maggior parte delle armi. Alcune armi esigono un determinato valore di questo parametro, per poterle equipaggiare.
- Intelligenza: influisce sul modificatore e sull’utilizzo delle Stregonerie, ma anche di alcuni Incantesimi.
- Fede: influisce sull’utilizzo di Incantesimi, ma anche di alcune Stregonerie.
- Arcano: Funziona da modificatore e richiesto per l’utilizzo di alcune Stregonerie e Incantesimi.

### Classi
All'inizio di ogni partita, il giocatore può scegliere una tra le seguenti classi:
- Cavaliere errante: specializzato nei combattimenti in mischia. Predilige un approccio più difensivo rispetto ad altre classi.
- Guerriero nomade: specializzato nel corpo a corpo e nella destrezza.
- Eroe: predilige uno stile di combattimento aggressivo basato sulle armi pesanti.
- Fuorilegge: indicato per chi vuole sfruttare tecniche di furtività al fine di sferrare colpi critici.
- Astrologo: si focalizza sull'uso delle stregonerie.
- Profeta: utilizza spesso gli incantesimi.
- Samurai: ha un'elevata resistenza, abile nel corpo a corpo e negli attacchi a distanza con l'arco.
- Prigioniero: mago-guerriero specialista del corpo a corpo e delle stregonerie.
- Confessore: classe ibrida che sfrutta le armi bianche e gli incantesimi.
- Sventurato: classe con scarsi punti di partenza.

## Sviluppo
Annunciato durante l'E3 2019, Elden Ring è un action RPG a tema dark fantasy. Il gioco è diretto da Hidetaka Miyazaki, meglio conosciuto per la creazione della serie Souls; George R. R. Martin invece, conosciuto per le Cronache del ghiaccio e del fuoco, ha curato la lore e la mitologia del gioco. Miyazaki, appassionato dei lavori di Martin, lo contattò offrendogli di lavorare insieme ad un progetto, dandogli piena libertà creativa nella scrittura del background del gioco. Miyazaki ha usato il contributo di Martin come la base della narrativa, paragonando Martin a un dungeon master di un gioco di ruolo da tavolo.
Lo sviluppo di Elden Ring cominciò all'inizio del 2017, in seguito al lancio di The Ringed City, espansione di Dark Souls III e in concomitanza con lo sviluppo di Sekiro. Miyazaki ha definito Elden Ring come una "evoluzione naturale" della serie Souls, con la presenza di un mondo aperto e nuove meccaniche di gioco come il combattimento a cavallo. In ogni caso, a differenza della maggior parte dei videogiochi open world, il mondo di Elden Ring non avrebbe compreso città popolate da PNG; al loro posto saranno presenti innumerevoli rovine che fungeranno da dungeon. La colonna sonora sarebbe stata composta da Yuka Kitamura, già compositrice di diversi videogiochi FromSoftware. Miyazaki stesso ha inoltre definito il gioco come un ibrido tra Dark Souls e Shadow of the Colossus, a causa del mondo vasto ma disabitato e, come confermato dai trailer, della presenza di creature enormi.
Un'espansione del gioco, intitolata Shadow of the Erdtree, è stata annunciata tramite Twitter il 28 febbraio 2023 e successivamente pubblicata in Europa il 21 giugno 2024. In soli 3 giorni dall’uscita del dlc sono state vendute ben 5 milioni di copie in tutto il mondo.

## Colonna sonora
La colonna sonora originale di Elden Ring è composta da un totale di 67 brani della durata complessiva di 3 ore e 23 minuti. Venne pubblicata il 9 settembre 2022. Tra i compositori figurano Tsukasa Saitoh, Shoi Miyazawa, Yoshimi Kudo, Yuka Kitamura e Tai Tomisawa, già autori delle musiche di Dark Souls e altri titoli sviluppati da FromSoftware. Non contiene ogni singolo brano utilizzato nel gioco.

## Espansioni

### Shadow of the Erdtree
Dopo la pubblicazione del primo trailer, gli sviluppatori dichiararono che i giocatori, per poter accedere al DLC avrebbero dovuto prima uccidere i boss Generale Radhan e Mohg il Signore del Sangue e che il punto di accesso verso l'espansione è il bocciolo dell'Empireo nell'arena della boss fight contro Mohg. L'espansione Shadow of the Erdtree porta i giocatori oltre le terre dell'Interregno in una nuova e misteriosa area chiamata il "Regno dell'Ombra". Questo cambiamento di ambientazione non è solo per scena – gioca un ruolo cruciale nella storia che si svolge.
Il focus del DLC è Miquella, un potente essere divino menzionato nel gioco base. Miquella è il figlio della Regina Marika e di Radagon e il fratello di Malenia, la Dea della Marcescenza Scarlatta. I giocatori scoprono che Miquella ha intrapreso un viaggio verso il Regno dell'Ombra in cerca di qualcuno che chiama il suo "Promesso Consorte". Man mano che i giocatori progrediscono nel DLC, i motivi del viaggio di Miquella iniziano a diventare chiari. Viene rivelato che il suo "Promesso Consorte" non è altri che Radahn, boss del gioco base, oltreché suo fratellastro. L'obiettivo di Miquella diventa chiaro – intende resuscitare lo spirito di Radahn e usare il suo potere per creare quello che crede sarà un regno perfetto. Questo prepara il terreno per la battaglia finale culminante dell'espansione. 
Il protagonista, una volta entrato nel regno dell'Ombra, inizia la sua missione per fermare il piano del Gentil Miquella, scoprendo che l'intero regno dell'Ombra funge da prigione per Messmer l'Impalatore, primo figlio di Marika, sigillato dalla madre in quanto portatore di una maledizione che avrebbe segnato la fine per l'era dell'Albero Madre. Una volta sconfitto Messmer e ottenuta la sua fiamma, il protagonista raggiunge la chiesa di Romina, la Santa del bocciolo, la quale sorveglia la base dell'Albero Ombra. Terminato il combattimento e uccisa Romina, il Senzaluce brucia l'albero Sigillo, sbloccando così l'area di Enir-Ilim e raggiunge così Miquella e il suo Promesso Consorte resuscitato Radhan.
Il finale del DLC si concentra su un'intensa battaglia prima contro Leda e gli altri seguaci di Miquella rimasti fedeli all'Empireo, e seguito dallo scontro finale con Radahn e Miquella. La battaglia si svolge in due fasi impegnative: i giocatori affrontano inizialmente Radahn da solo, resuscitato dal potere di Miquella. A metà del combattimento, Miquella si unisce alla lotta, attaccandosi a Radahn e conferendogli una forza ancora maggiore. Dopo aver sconfitto il potente duo, i giocatori ottengono l'accesso a un ricordo che fa luce sul passato di Miquella. Questa scena mostra un giovane Miquella seduto accanto a un trono vuoto esprimendo il suo desiderio per un mondo più "gentile". Diventa quindi chiaro che le azioni di Miquella, sebbene estreme, non erano nate da pura malvagità, in quanto cercava di liberare se stesso e la sua famiglia dalle maledizioni che li affliggevano. Tuttavia, i suoi metodi per raggiungere questo obiettivo – rimodellando il mondo con la forza e assoggettando la volontà altrui alla sua – si sono rivelati distruttivi.
L'espansione Shadow of the Erdtree è stata apprezzata e acclamata universalmente dalla critica, raggiungendo il punteggio più alto per un DLC. Su Metacritic, il punteggio è di 94% di recensioni positive basate su 70 recensioni. Molti recensori hanno lodato le ambientazioni e i personaggi che aggiungono dettagli e nuove conoscenze della lore di Elden Ring. Tuttavia, esattamente come il gioco base, il contenuto aggiuntivo è stato bersagliato dal review bombing per la sua elevata difficoltà, in particolar modo per la boss fight finale (successivamente nerfata).

## Distribuzione
Il primo marzo 2021 sono trapelate in rete immagini e video in bassa definizione di Elden Ring; i video, etichettati come "Bandai Namco confidential", risultano essere vecchi di circa un anno. Nelle immagini si nota la presenza di molti elementi tipici della saga dei Souls e si osserva la natura open world del gioco.
Il 10 giugno 2021, durante il Summer Game Fest, è stato pubblicato un secondo trailer che conferma alcuni elementi di gameplay come la natura open world, il multiplayer co-op online, la capacità di spostarsi con un animale cavalcabile e alcune scene di combattimento; è stata inoltre rivelata la data di uscita, il 21 gennaio 2022.
Il 17 agosto, durante la Gamescom 2021, si viene a conoscenza che Elden Ring è stato visto dai giornalisti tramite un video di 17 minuti di gameplay, rivelando nuovi dettagli sulla mappa di gioco e sulla componente PvP, che sarà disponibile solo in coppia. Il trailer evidenzia inoltre le similarità con Sekiro: Shadows Die Twice e Dark Souls, l'uso del cavallo durante gli scontri con i boss, la conoscenza di nuovi nemici e il fatto che ci saranno combattimenti a sorpresa anche con dei boss. Al pubblico sono state mostrate solo immagini promozionali che includevano la varietà di nemici da incontrare, l'HUD e una battaglia contro un boss drago.
Il 18 ottobre 2021 viene annunciato un trailer di gameplay, reso pubblico il 4 novembre; la data di uscita viene posticipata di circa un mese, dal 21 gennaio al 25 febbraio 2022, e viene annunciato il beta test a numero chiuso per novembre dello stesso anno.
Il 10 dicembre, ai The Game Awards 2021, dopo aver vinto per il secondo anno di fila il premio come gioco più atteso, viene mostrato al pubblico un nuovo trailer della storia. Un nuovo trailer con l'attrice Ming-Na Wen viene pubblicato il 4 marzo 2022.

## Accoglienza
| Testata                          | Versione      | Giudizio |
| -------------------------------- | ------------- | -------- |
| Metacritic (media al 26-11-2022) | Xbox Series X | 96/100   |
| Metacritic (media al 26-11-2022) | PlayStation 5 | 96/100   |
| Metacritic (media al 26-11-2022) | PC            | 94/100   |
| OpenCritic (media al 28-11-2022) | collettivo    | 95/100   |
| Console-Tribe.it                 | PS5           | 90/100   |
| Destructoid                      | PS5           | 100/100  |
| Everyeye.it                      | PC            | 9.2/10   |
| Game Informer                    | PC            | 10/10    |
| GameSpot                         | PC            | 100/100  |
| GamesRadar+                      | PS5           | 5/5      |
| IGN                              | PC            | 10/10    |
| MondoXbox                        | XBO           | 9.2/10   |
| Multiplayer.it                   | PC            | 9.4/10   |
| PC Gamer (USA)                   | PC            | 90/100   |
| SpazioGames.it                   | PC            | 9.3/10   |
| The Guardian                     | PS5           | 5/5      |
| TheSixthAxis                     | XSS           | 10/10    |

### Vendite
In data 31 marzo 2022 Bandai Namco dichiara che questo gioco ha venduto oltre 13 milioni di unità, e il 18 agosto 2022 dichiara che il gioco ha venduto 16,6 milioni di unità nel mondo. Al 22 febbraio 2023 il numero di copie vendute supera i 20 milioni. Nel giugno 2024 FromSoftware e Bandai Namco ringraziano i giocatori per aver raggiunto 25 milioni di copie vendute, risultando essere uno dei titoli più venduti di sempre, cifra poi arrivata a 28,6 milioni nel dicembre dello stesso anno.
È stato il gioco più venduto in diverse regioni del Giappone tra febbraio e marzo 2022, ed è il gioco Bandai Namco più venduto di sempre. È stato il secondo gioco più venduto del 2022 negli Stati Uniti dopo Call of Duty: Modern Warfare II, il terzo in Europa, e il decimo in Giappone nei punti vendita.
Shadow of the Erdtree ha venduto cinque milioni di copie nell'arco di tre giorni dalla sua uscita.

### Critica
Stando al sito web aggregatore di recensioni Metacritic, Elden Ring ha ottenuto il "plauso universale". Elden Ring compare in varie liste dedicate ai videogiochi più belli mai creati.
L'ambientazione open world del gioco ha ricevuto consensi perlopiù positivi. Tamoor Hussain di GameSpot ha elogiato il mondo di gioco in quanto si tratta dell'area videoludica più vasta creata dalla FromSoftware; ritiene che l'esplorazione sia il punto di forza del titolo. Non troppo diversamente, Mitchell Saltzman di IGN considera gratificante l'aspetto esplorativo della mappa di Elden Ring. Simon Parkin di The Guardian ha definito gli ambienti del gioco "intriganti e creativi". Alcuni recensori hanno apprezzato le potenzialità offerte dalla meccanica open world in quanto permette di scoprire e provare nuove sfide. Altri apprezzano le somiglianze che il gioco ha con The Legend of Zelda: Breath of the Wild. Gli ambienti sono stati elogiati anche per i loro design artistici; i recensori hanno giudicato positivamente la loro esecuzione in un open world e hanno apprezzato la linearità dei dungeon.
Analogamente a quanto è accaduto negli altri soulslike della FromSoftware, l'alta difficoltà di Elden Ring e l'impossibilità di impostarlo in modalità "facile" sono state oggetto di giudizi misti. Elden Ring viene considerato il soulslike più accessibile, in quanto, data la natura Open World del titolo, il personaggio può abbandonare alcune aree più proibitive, esplorare altre zone e tornare dopo aver accumulato maggiore esperienza e potenziato il personaggio. I combattimenti di Elden Ring sono stati oggetto di giudizi positivi in quanto offrono molteplici opportunità rimanendo comunque impegnativi. Vengono anche apprezzate le possibilità, date al giocatore, di spostarsi tramite Torrente e i viaggi rapidi, in quanto facilitano l'esplorazione. Il posizionamento dei checkpoint è apprezzato in quanto aumenterebbe l'accessibilità del gioco.
Alcuni recensori hanno invece lamentato le meccaniche di alcuni menu di gioco e sistemi di accessibilità. I recensori hanno accusato la versione Windows di offrire scarse prestazioni, citando ad esempio dei problemi di frame rate. I recensori hanno notato che la storia di Elden Ring è carente dello stile di scrittura di Martin. Kyle Orland di Ars Technica sostiene che la narrazione del gioco è "insolitamente scarna e criptica", e differisce dalle aspettative dei fan di Martin. Chris Carter di Destructoid afferma che la storia «mantiene un basso profilo» pur essendo meglio narrata rispetto a quelle dei precedenti giochi FromSoftware. Aoife Wilson di Eurogamer riporta che l'inclusione di Martin tra gli addetti ai lavori sia stata "sconcertante" in quanto la sua impronta artistica non è messa sufficientemente in evidenza. A Mitchell Saltzman non importava la mancanza dello stile di Martin, in quanto a "incantarlo" ancor più che la storia principale del gioco erano le sue sotto-trame.
L'espansione Shadow of the Erdtree ha totalizzato un punteggio di 95/100 su Metacritic.

### Riconoscimenti
| Anno | Evento                 | Categoria                     | Risultato       | note          |
| ---- | ---------------------- | ----------------------------- | --------------- | ------------- |
| 2020 | Golden Joystick Awards | Most Wanted Game              | Candidato/a     | [ 79 ]        |
| 2020 | The Game Awards        | Most Anticipated Game         | Vincitore/trice | [ 80 ]        |
| 2021 | Gamescom               | Gamescom “Most Wanted”        | Vincitore/trice | [ 81 ]        |
| 2021 | Gamescom               | Best PlayStation Game         | Vincitore/trice | [ 81 ]        |
| 2021 | Gamescom               | Best Action Adventure Game    | Vincitore/trice | [ 81 ]        |
| 2021 | Gamescom               | Best Role Playing Game        | Vincitore/trice | [ 81 ]        |
| 2021 | Gamescom               | Best of Gamescom              | Vincitore/trice | [ 81 ]        |
| 2021 | Golden Joystick Awards | Most Wanted Game              | Vincitore/trice | [ 82 ]        |
| 2021 | The Game Awards        | Most Anticipated Game         | Vincitore/trice | [ 80 ]        |
| 2022 | Japan Game Awards      | The Grand Award               | Vincitore/trice | [ 83 ]        |
| 2022 | Japan Game Awards      | Award for Excellence          | Vincitore/trice | [ 83 ]        |
| 2022 | Golden Joystick Awards | Playstation Game of the Year  | Candidato/a     | [ 84 ]        |
| 2022 | Golden Joystick Awards | Ultimate Game of the Year     | Vincitore/trice | [ 84 ]        |
| 2022 | Golden Joystick Awards | Best Visual Design            | Vincitore/trice | [ 84 ]        |
| 2022 | Golden Joystick Awards | Best Multiplayer Game         | Vincitore/trice | [ 84 ]        |
| 2022 | Golden Joystick Awards | Critics' Choice               | Vincitore/trice | [ 84 ]        |
| 2022 | The Game Awards        | Game of the Year              | Vincitore/trice | [ 85 ] [ 86 ] |
| 2022 | The Game Awards        | Best Game Direction           | Vincitore/trice | [ 85 ] [ 86 ] |
| 2022 | The Game Awards        | Best Narrative                | Candidato/a     | [ 85 ] [ 86 ] |
| 2022 | The Game Awards        | Best Art Direction            | Vincitore/trice | [ 85 ] [ 86 ] |
| 2022 | The Game Awards        | Best Score and Music          | Candidato/a     | [ 85 ] [ 86 ] |
| 2022 | The Game Awards        | Best Audio Design             | Candidato/a     | [ 85 ] [ 86 ] |
| 2022 | The Game Awards        | Best Role Playing             | Vincitore/trice | [ 85 ] [ 86 ] |
| 2023 | Bafta 19° Game Awards  | Artistic Achievement          | Candidato/a     | [ 87 ]        |
| 2023 | Bafta 19° Game Awards  | Best Game                     | Candidato/a     | [ 87 ]        |
| 2023 | Bafta 19° Game Awards  | Game Design                   | Candidato/a     | [ 87 ]        |
| 2023 | Bafta 19° Game Awards  | Multiplayer                   | Vincitore/trice | [ 87 ]        |
| 2023 | Bafta 19° Game Awards  | Music                         | Candidato/a     | [ 87 ]        |
| 2023 | Bafta 19° Game Awards  | Original Property             | Vincitore/trice | [ 87 ]        |
| 2023 | Bafta 19° Game Awards  | Technical Achievement         | Candidato/a     | [ 87 ]        |
| 2023 | Bafta 19° Game Awards  | EE Game of the Year           | Candidato/a     | [ 87 ]        |
| 2025 | 28th D.I.C.E. Awards   | Role-Playing Game of the Year | Candidato/a     | [ 88 ]        |